# Нагатинский Затон (станция метро)
«Нага́тинский Зато́н» — станция Московского метрополитена на Большой кольцевой линии. Расположена в районе Нагатинский Затон (ЮАО), по которому и получила своё название. Открыта 1 марта 2023 года в составе участка «Каховская» — «Нижегородская» во время церемонии полного замыкания Большой кольцевой линии.

## Название

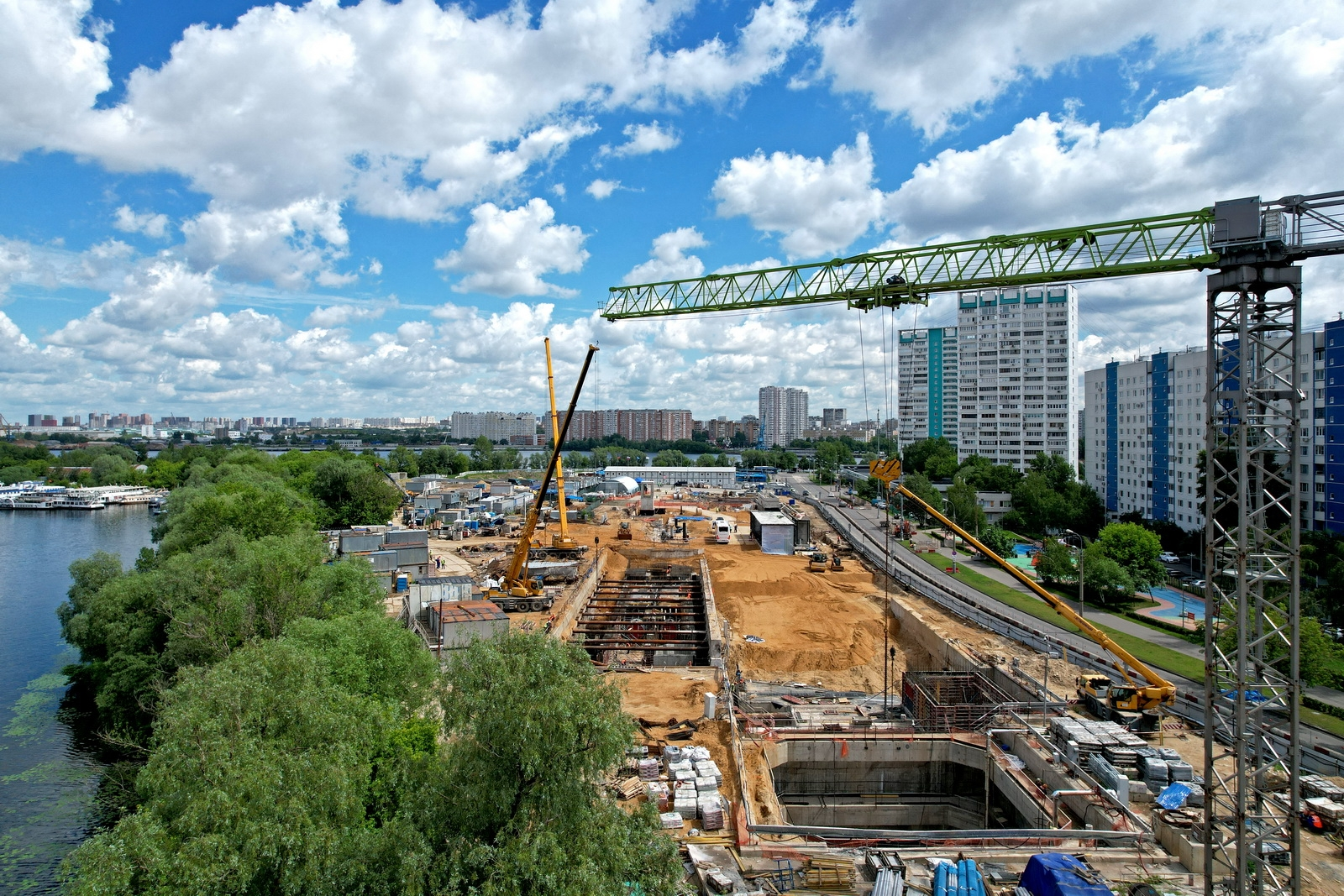
Строительство станции в июне 2022 года

Проектное название дано по району Нагатинский Затон. Ранее это проектное название принадлежало соседней станции, впоследствии переименованной в «Кленовый бульвар».
В апреле 2021 года появилась информация о том, что станция будет называться «Корабельная», по названию близлежащей улицы. Летом 2021 года на портале «Активный гражданин» прошло голосование по выбору названия станции. Наибольшее количество голосов получил вариант «Нагатинский Затон» — и 10 августа 2022 года мэр Москвы Сергей Собянин утвердил это название станции.

## Расположение и вестибюль
Станция располагается на юге Москвы, в районе Нагатинский Затон, на берегу Москвы-реки, возле дома № 3 по Коломенской улице, на месте существующих гаражей, в 500 метрах от бывшей территории судостроительного завода. В декабре 2019 года было принято решение соорудить через Нагатинский затон велопешеходный мост, который соединит дома на улице Речников и Судостроительной улице со строящейся на тот момент станцией. Строительство моста началось в 2023 году, мост открылся для пешеходов 10 января 2025 года.
Станция имеет один подземный вестибюль с выходом на чётную сторону Коломенской улицы.

## Наземный общественный транспорт
На базе станции организован транспортно-пересадочный узел с пересадкой на автобусы.
На этой станции можно пересесть на следующие маршруты городского пассажирского транспорта:
- Автобусы: с811, 824, с856, 888

## История
Изначально предполагалось построить станцию лишь в качестве эвакуационного выхода, однако впоследствии мэром Москвы Сергеем Собяниным было принято решение о строительстве полноценной станции. Станцию предполагалось открыть в составе юго-восточного участка Большой кольцевой линии, открытие которого было запланировано на 2023 год, — что и произошло 1 марта этого года.
В 2007—2011 году станцию метро «Нагатинский Затон» планировалось соединить тоннелем с проектируемым Четвёртым транспортным кольцом, которое проходило бы вместе с линией метро под парком Коломенское до Печатников, далее автомобильная дорога должна была пересекать Москву-реку через мост. Для прокладки этого тоннеля планировалось приобрести в Германии самый большой в мире щит «Херренкнехт» диаметром 19 метров.
В мае 2017 года был объявлен открытый конкурс на строительство участка метро, включающего эту станцию. По данным из проекта договора из конкурсной документации выход подрядчика на площадки строительства планируется не позднее 16 октября 2017 года, начало проходки тоннелей — не позднее 1 июля 2018 года, окончание всех работ — не позднее 18 июля 2020 года. Договор на выполнение комплекса строительно-монтажных работ подписан 10 июля 2017 года с исполнителем ООО «МИП-СТРОЙ № 1». Генеральный проектировщик и генеральный подрядчик по строительству станции — АО «Мосинжпроект».
- 18 ноября 2017 года — началось строительство станции[3], однако 20 сентября 2018 года Марат Хуснуллин опроверг эту информацию, написав о том, что активное строительство станции начнётся в 2019 году[20].
- 10 марта 2021 года: старт щита «Лилия»; началась проходка двухпутного перегонного тоннеля между станциями «Нагатинский Затон» и «Кленовый бульвар»[21].
- 29 ноября 2021 года: завершена проходка двухпутного тоннеля «Печатники» — «Нагатинский Затон» Большой Кольцевой линии: ТПМК S-517 «Виктория» вышел в демонтажную камеру на станции «Нагатинский Затон»[22][23].
- 3 февраля 2022 года — на станции ведётся монтаж 4 эскалаторов[24].
- 8 июля 2022 года — станцию подключили к электросетям[25][26].
- 12 октября 2022 года — завершён монтаж главных художественных элементов станции: cмонтировано последнее из 12-ти мозаичных панно с изображением обитателей водоёмов Московского региона[27][28].

1 марта 2023 года станция открылась в составе участка «Каховская» — «Нижегородская» во время церемонии полного замыкания Большой кольцевой линии.
В декабре 2024 года на станции отмечена протечка грунтовых вод, от которой пострадало одно из мозаичных панно.

## Архитектура и оформление

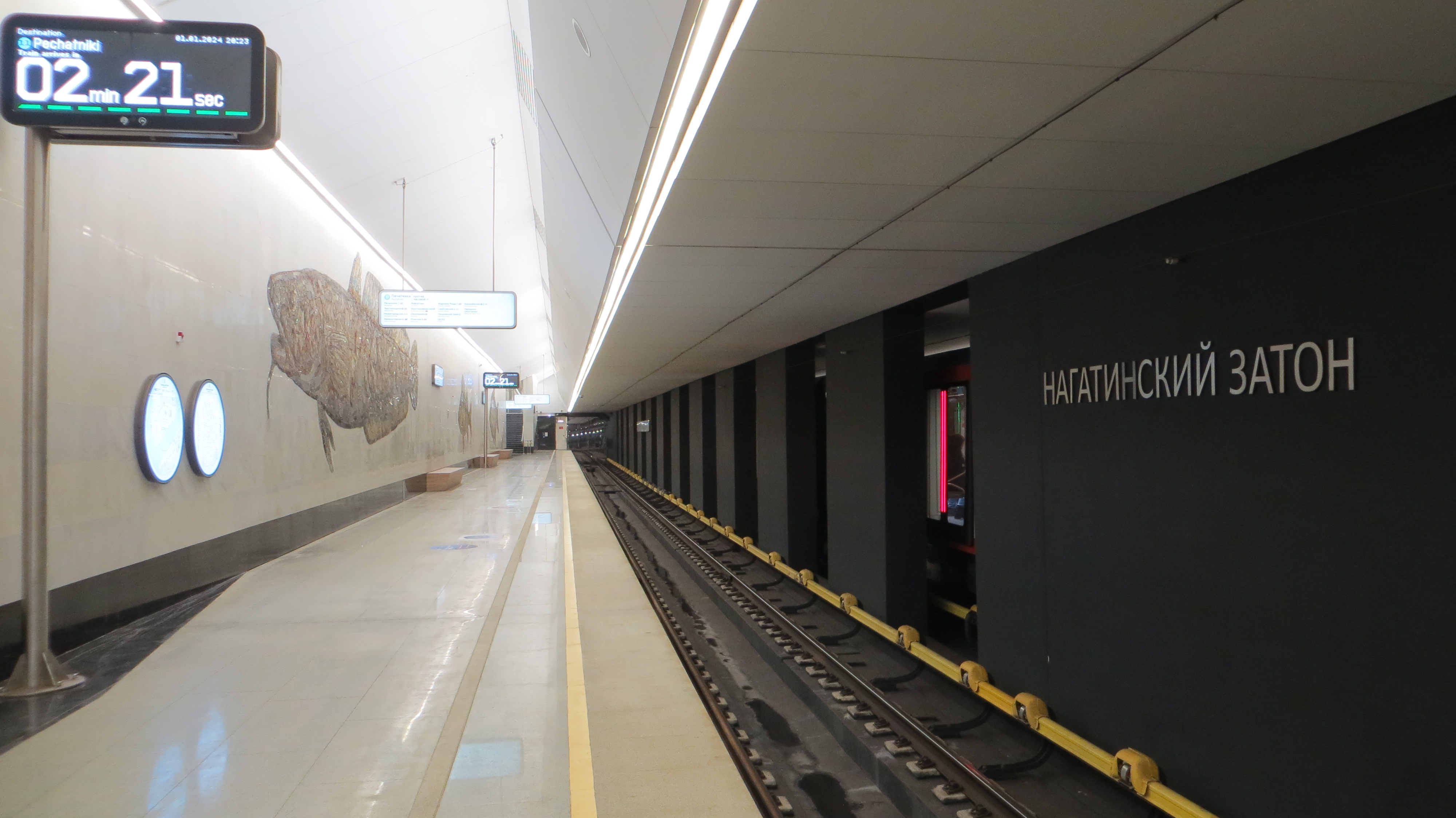
Платформа станции в 2024 году

Станция мелкого заложения с двумя береговыми платформами.
22 ноября 2017 года был объявлен открытый конкурс на архитектурный облик и дизайн станций метро «Нагатинский Затон» и «Кленовый бульвар». Итоги конкурса были объявлены 27 марта 2018 года, победителями названы архитектурные бюро «za bor architects» и ARCHSLON. Оформление станции включает мозаичные изображения 12 видов речной фауны, обитающих в реках Московского региона. Основные декоративные элементы станции — панно, выполненные в мозаичной технике из натурального камня и смальты. Их автор — мастер-мозаичист Максим Козлов. Вестибюль станции украшают миниатюрные изображения рыб, выполненные с помощью фрезеровки по мрамору, заполненные краской.

### Галерея

Щука (14 на 3,6 метра)[35]
Уклейка
Окунь (5,3 на 2,7 метра)[35]
Судак (9,7 на 3,6 метра)[36]
Бычок
Ротан
Плотва (4,8 на 2,1 метра)[36]
Лещ (7,3 на 3,4 метра)[36]
Головастик(1 метр на 23 сантиметра)[36].
Голавль